# 天安門焼身自殺事件
天安門焼身自殺事件（てんあんもんしょうしんじさつじけん）は、2001年1月23日に中国北京の天安門広場で起きた焼身自殺事件。中国では「天安門自焚事件（簡体字：天安门自焚事件）」として知られる。
新華社によると、新興宗教である法輪功の信者5人が中国政府による法輪功弾圧に抗議し自らの体に火をつけたものとされ、2人が死亡し3人が火傷を負った。
法輪功は、この事件は捏造されたものであると反論している。

## 概要
法輪功の信者とされる人々は、7人のグループで天安門広場へとやってきた。2001年1月23日、彼らはガソリンを衣服の上から体にかけ、自らに火をつけたと中国メディアは報道。5人の体には火がつき、残る2人は火をつけようとしたところを現場で阻止され無事であった。火がついた5人のうち、女性Bはその場で死亡し、またBの12歳の娘Cは、事件の2か月後に亡くなった 。
首謀者とされる法輪功側は、事件の実行者は法輪功の信仰者ではなく、また法輪功では自殺を含めた命を殺める行為を禁じていると事件への関与を否定した。またこの事件は、学習者の投獄や彼らへの拷問に対する世論の批判の矛先を変えるために、中国政府により捏造・自作自演されたものであると主張した。
事件の映像は天安門広場に隣接している建物から撮影されたと思われるものがCCTV（中国中央電視台）で採用され、その映像は世界にも報道された。

## 論争

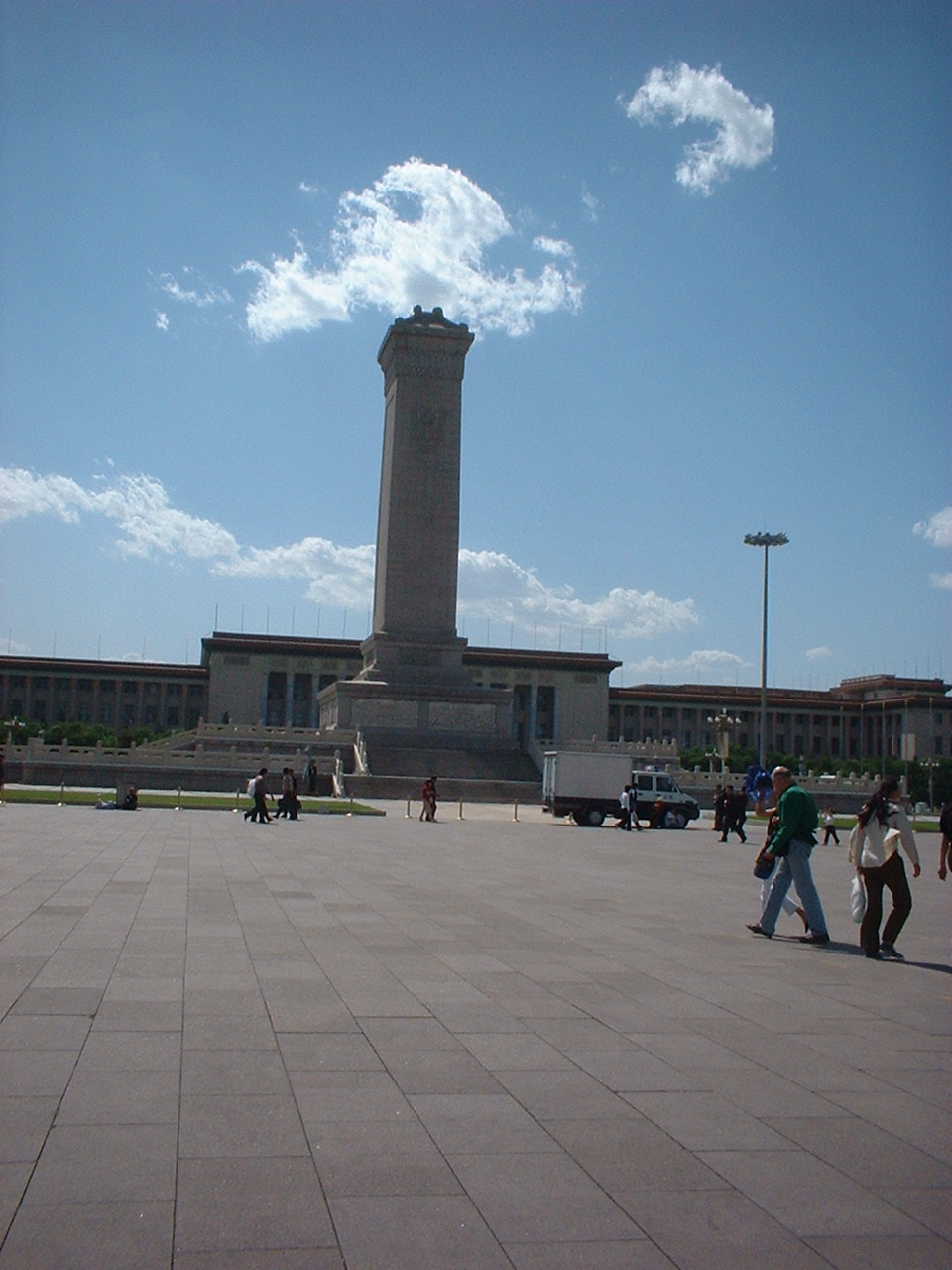
天安門広場と人民英雄紀念碑

映像の中から人民英雄紀念碑（天安門広場に位置する中国革命の英雄碑）の北東側の歩道にいた男性の様子を追うと、彼は何か液体を自らの身体にかけ火をつけた。広場にいた警察はすぐに気が付き、彼に近づいて火を消そうとした。その直後他の4人も彼の行為に続き自らに火を放った。警察の車が最初の男性の体を回収し、およそ25分後には2台の救急車が到着して4人を回収、そして天安門広場は完全に封鎖された。
新華社は、亡くなった劉春玲の養母は、娘である劉春玲は法輪功に夢中になっていたと話していることを報道した。しかし香港のNGO団体の中国人権民運信息中心（Information Centre for Human Rights and Democracy）は、12歳の少女を除いた他のメンバーは、以前天安門広場で、法輪功に反対する活動をしていたと報道した。
法輪功メディアである新唐人電視台は映画「偽火（偽りの火）」を作成し、事件が自作自演であると主張している。

## 事件グループとされた人々
| 氏名 | 関係         | 体への着火 | 容態              |
| A    | 男性         | 有         | 火傷              |
| B    | 女性         | 有         | 焼死              |
| C    | Bの12歳の娘  | 有         | 事件2か月後に死亡 |
| D    | E の19歳の娘 | 有         | 重度火傷          |
| E    | 女性         | 有         | 重度火傷          |
| F    | 女性         | 無         |                   |
| G    | 男性         | 無         |                   |

死亡したBや、Cの入院中の様子を含む、火傷を負ったとされるメンバーの写真や映像は、後に公開されている。